# Raffaello Brizzi
Raffaello Brizzi (Montecatini Terme, 4 aprile 1883 – Montecatini Terme, 23 febbraio 1946) è stato un architetto italiano.

## Biografia
Professore alla Cattedra di Architettura presso l'Accademia di Belle Arti di Firenze, è tra i fondatori della nuova Regia Scuola Superiore di Architettura di Firenze, dove insegna Composizione architettonica. Quando la Regia Scuola si trasformò in Istituto Superiore d'Architettura, nel 1930, ne divenne Preside. Carica che mantenne nel 1936, e fino al 1944, quando l'Istituto venne aggregato all'Università di Firenze, nel 1936, come Facoltà di Architettura.

## Regesto delle opere
- Palazzo Comunale, Montecatini Terme, 1913-19 (in collaborazione con L. Righetti)
- Bagno Felice, Viareggio, 1932 (in collaborazione con E. Miniati)
- Ristrutturazione dello Ospedale Bonifacio per la nuova sede della Questura, Firenze, via San Gallo, 1939-1941
- Ristrutturazione del Conservatorio di Santa Maria degli Angioli, Firenze, via della Colonna, 1939-41
- Stadio Comunale di Livorno, 1933-1934
- Loggia dei Mercanti a Pistoia, 1912-1913 (demolita nel 1939)